# تشبدر (درة صيدي)
تشبدر (بالفارسية: چپدر) هي مستوطنة تقع في إيران في قسم درة صیدي الريفي. يقدر عدد سكانها بـ 72 نسمة .